# Teistická evoluce
Teistická evoluce nebo křesťanský evolucionismus je hypotéza kombinující náboženskou víru v božské stvoření s moderním vědeckým pojetím biologické evoluce. Zastánci teistické evoluce věří, že Bůh stvořil vesmír, ve kterém přirozeným způsobem probíhá biologická evoluce. Evoluce je tak vlastně nástrojem, který Bůh použil pro stvoření člověka a dalších živých bytostí, takže náboženský přístup nemusí být ve sporu s vědeckým. Mezi zastánci teistické evoluce je řada kritiků inteligentního plánu, který je vůči evoluční teorii v opozici.

## Myšlenka evoluce
Myšlenka evoluce vesmíru se sice dnes nejčastěji spojuje s přírodními vědami (biologie, kosmologie), její původ je ale filosofický. Když chtěl pozdní řecký filosof Plótínos (+ 270) popsat vznik viditelného světa, mluví o duši jako o „zvědavé přirozenosti“, která „se rozhodla opatřit si více než měla.“ Tím vznikl čas a následnost, „vzešlo to, co předtím ještě nebylo“ a místo neproměnnosti věčného celku, který trvá sám v sobě, začal „neomezený postup pokračování“. „Místo přítomného celku“ nastupuje „to, co je vždycky jen kusé a vždycky teprve bude celé.“ Čas je pak „rozlehlost tohoto života, který nehlučně postupuje proměnami rovnoměrnými a podobnými a má souvislou působnost.“ Plótinos tedy označuje viditelný svět jako „život,“ podle něho je to duše, která jej trvale „plodí a tvoří“ a tak uskutečňuje „pohyblivý obraz věčnosti“, jak o něm uvažoval Platón.
Plótínovu myšlenku převzal Augustinus (+ 430) a přizpůsobil ji pro křesťanství jako „pokračující stvoření“ (creatio continua): Bůh sice svět na počátku stvořil, stvoření však stále není uzavřeno a Bůh je jednak udržuje, jednak do něho neustále zasahuje a vede je k jeho cíli. Tuto myšlenku pak převzala scholastika, Tomáš Akvinský (+ 1274) i Isaac Newton (+ 1724). Výslovně ji odmítl až mechanický racionalismus a osvícenství: Gottfried Wilhelm Leibniz (+ 1718) namítal, že by Bůh byl „špatný hodinář“, kdyby do svého díla musel ještě zasahovat.
Jedním z prvních myslitelů, který se výslovně zabýval kulturní evolucí, byl italský učenec Giambattista Vico (+ 1744), podle něhož lidské společnosti procházejí zákonitými stádii vývoje. Vicova myšlenka se rychle šířila, ovlivnila G. W. F. Hegela (+ 1831) i francouzského přírodovědce J.-B. Lamarcka (+ 1829), který ji uvedl do biologie. Jisté polemiky vzbudily už práce francouzského přírodovědce Buffona (+ 1788) a anglického geologa Ch. Lyella (+ 1875) o stáří Země, ale teprve Darwinova díla „O původu druhů“ (1859) a zejména „O původu člověka“ (1871) vyvolala prudký odpor jak mezi vědci, tak i v křesťanských církvích. Zejména silně biblicky orientovaní protestantští věřící viděli v evoluci přímý útok na autoritu Bible a někteří ji tak vidí i dnes. Naproti tomu anglický teolog John Henry Newman roku 1868 napsal, že "Darwinova teorie - ať už pravdivá nebo ne - není nutně ateistická; možná jen nabízí širší pohled na Boží možnosti."
Ve filosofické tradici evolučního myšlení pokračoval francouzský matematik a filosof Henri Bergson (+ 1940) v díle „Vývoj tvořivý“ (L’évolution créatrice, 1907), kde se pokusil propojit vznik a vývoj lidského myšlení s vývojem v živé přírodě. Bergson přitom vytvořil pojem „životního elánu“ (élan vital), který chápal jako jakýsi motor celé evoluce. Bergsonem se inspiroval francouzský geolog a jezuita Pierre Teilhard de Chardin a v knize „Vesmír a lidstvo“ (Le phénomène humain) podal první soustavný pokus o syntézu křesťanství a evoluce. Na rozdíl od Bergsona, který „životní elán“ chápal jen jako jakýsi počáteční impulz, Teilhard byl přesvědčen, že evoluci „pohání“ přitažlivost Bodu Omega jako druhého - budoucího - pólu stvoření. Knihu napsal v roce 1939 v Číně, pro odpor církevních představených však mohla vyjít až po jeho smrti roku 1955.

## Posun stanovisek
Ke sbližování nesmiřitelných stanovisek křesťanské víry a přírodních věd přispěl dvojí posun stanoviska. V první polovině 20. století se na jedné straně prosazovaly výsledky kritického studia Bible, které prokázalo její historickou povahu a umožnilo jí rozumět v rámci představ doby, kdy vznikala. Při tom se ukázalo, že Bible není jednolitý spis, nýbrž sbírka knih rozdílného stáří, které také představují velmi rozdílné literární druhy. Záměr jejích pisatelů však byl náboženský a misijní, nikoli historický a tím méně přírodovědecký. Bibličtí teologové také ukázali, že první kapitoly Bible o stvoření sice důrazně trvají na tom, že celý vesmír je dílo boží, zřejmě však nepodávají zprávu o tom, jak stvoření probíhalo. Smyslem rozdělení do sedmi „dnů“ je podpora přikázání o sobotním klidu (srv. Ex 20, 11 (Kral, ČEP) aj.) a „den“ nelze chápat jako astronomický už proto, že Slunce bylo stvořeno až ve čtvrtém „dni“.
Koncem 20. století se začaly přírodovědecké metody zkoumání rozšiřovat i na zkoumání evoluce lidských společností a kultury. Přitom řada badatelů dospěla k závěru, že kulturní vývoj nelze vyložit jako deterministický ani čistě náhodný, protože lidé sami kulturní změny objevují a uskutečňují, a to za určitým záměrem. Podobně přejímají objevy jiných kultur a odkazují svým potomkům, co se sami naučili. Přinejmenším v oblasti kulturního a společenského vývoje se tedy nelze obejít bez představy účelnosti a cílevědomého sledování cílů. I řada přírodovědců proto dnes uvažuje o „evoluci v několika dimenzích“, například bioložky Eva Jablonka a Marion J. Lamb rozlišují evoluci genetickou, epigenetickou, behaviorální a kulturní, které mají řadu podobných rysů, ale také odlišností.

## Argumenty křesťanských evolucionistů
Zastánci křesťanského evolucionismu namítají proti neodarwinovské syntéze například to, že si neklade otázku po příčinách Velkého třesku nebo že k vysvětlení používá dvojznačný pojem náhody. „Náhoda“ může totiž znamenat buď triviální konstatování, že příčinu nějakého jevu neznáme, anebo nedokazatelné tvrzení, že žádnou nemá. Za přednosti vlastního stanoviska pokládají to, že lépe odpovídá pozorovaným jevům, že dovoluje do představy evoluce zahrnout i společenský vývoj člověka a lidstva a že dává člověku i světu smysl.

## Evoluce a inteligentní plán
Jinou variantu souladu myšlenky stvoření s evolucí představuje tzv. Inteligentní plán (ID, Intelligent Design): součástí stvoření je inteligentní plán celé další evoluce, která jej pouze rozvíjí. Podle zastánců ID může průběh evoluce vysvětlit lépe než koncept náhodných mutací a přírodního výběru. Evolucionisté proti tomu namítají, že pozorovatelný průběh evoluce neodpovídá předem připravenému plánu, a křesťanští evolucionisté také to, že myšlenka ID odpovídá spíš deistickému pojetí světa než křesťanskému. Podle deistů Bůh sice svět stvořil, dále se však o něj nestará a nijak do něho nezasahuje. Naopak v křesťanském pojetí svět na Bohu závisí v každém okamžiku a jen díky jeho pomoci může trvat.

## Významní představitelé
- Theodosius Dobzhanszky (1900-1975), evoluční biolog, jeden z autorů moderní evoluční syntézy
- Ronald Fisher (1890-1962), britský evoluční biolog a genetik
- Pierre Teilhard de Chardin (1881-1955), geolog a paleontolog, jezuita
- Charles Hard Townes, laureát Nobelovy ceny za fyziku 1968[4]

## Postoje církví
S výjimkou spíše konzervativních směrů, které trvají na doslovném výkladu biblického textu a evoluci odmítají, představitelé velkých křesťanských církví dnes evoluci spíše přijímají. Totéž platí pro hlavní směry judaismu s výjimkou směrů ortodoxních i pro některé směry v současném islámu.
- Římskokatolická církev se po jistém váhání od poloviny 20. století přiklonila k názoru, že Bůh netvoří přímo „to, co mohlo vzniknout cestou přirozeného vývoje“.[5] Evolucionismus výslovně přijal papež Jan Pavel II., protože „jedna pravda nemůže protiřečit jiné“, kdežto Benedikt XVI. jej sice neodmítá, ale má k němu jisté výhrady.
- Pravoslavné církve se přírodovědným tématům příliš nevěnovaly, vždycky však zdůrazňovaly, že vesmír je zcela dílo Boží, které trvá jen díky jeho stálé podpoře.
- Reformační církve se evoluci zpočátku bránily, v průběhu 20. století ji však vysoko ocenil například německý teolog Wolfhart Panneneberg a v roce 2006 vydala Národní rada církví v USA příručku pro rodiče, kde mimo jiné píše, že biblická zpráva o stvoření není „historickou nebo vědeckou zprávu o počátcích vesmíru, nýbrž sdělením o vztahu Boha ke světu a k člověku. Anglikánský arcibiskup z Canterbury dr. R. Williams dokonce řekl, že doslovný kreacionismus je omyl v kategorii.